# Gopherus berlandieri
Gopherus berlandieri är en sköldpaddsart som beskrevs av  Louis Agassiz 1857. Arten ingår i släktet Gopherus och familjen landsköldpaddor. IUCN kategoriserar Gopherus berlandieri globalt som livskraftig. Inga underarter finns listade i Catalogue of Life. Gopherus berlandieri är döpt efter den belgiske biologen Jean Louis Berlandier som flyttade till Mexiko 1826 och bosatte sig där.

## Utbredning
Arten förekommer i Nuevo Leon, östra Coahuila, Tamaulipas och Jalisco i Mexiko, samt i södra Texas i USA.